# Dongjiu
Dongjiu (kinesiska: 东氿) är en sjö i Kina. Den ligger i provinsen Jiangsu, i den östra delen av landet, omkring 130 kilometer sydost om provinshuvudstaden Nanjing. Dongjiu ligger 1 meter över havet. Arean är 8,9 kvadratkilometer. Den sträcker sig 5,1 kilometer i nord-sydlig riktning, och 8,4 kilometer i öst-västlig riktning.
Följande samhällen ligger vid Dongjiu:
- Yicheng (95 530 invånare)

Genomsnittlig årsnederbörd är 1 542 millimeter. Den regnigaste månaden är juli, med i genomsnitt 268 mm nederbörd, och den torraste är december, med 50 mm nederbörd.